# Principat de Dedan
Dedan fou un petit estat tributari protegit de l'agència de Kathiawar a la presidència de Bombai.
Estava format per 11 pobles amb dos tributaris separats. Els ingressos el 1881 s'estimaven en 3000 lliures de les que 295 es pagaven com a tribut al Gaikwar de Baroda. La superfície era de 78 km² i la població el 1881 de 5.437 habitants. Apareix dividit en el principat d'Unad Bhan i el de Jaitmal Champraj.